# Robert Woodhouse
Pour les articles homonymes, voir Woodhouse.
Robert Woodhouse (28 avril 1773-23 décembre 1827) est un mathématicien britannique né à Norwich.

## Biographie
Woodhouse étudie au Gonville and Caius College, à l'université de Cambridge. Après avoir été professeur lucasien de 1820 à 1822 les annuités plus élevées lui font préférer la chaire Thomas Plume d'astronomie et de philosophie expérimentale de 1822 à 1828. Il devient aussi le premier directeur de l'observatoire de Cambridge.
Un de ses premiers travaux Principles of Analytical Calculation est publié en 1803 à Cambridge. Il y explique la notation différentielle et tente de propager son utilisation en place de la méthode des fluxions de Newton bien que dans le même temps il critique sévèrement les méthodes et les présupposés utilisés par les mathématiciens continentaux. En 1809 il écrit sur la trigonométrie plane et sphérique, en 1810 sur l'histoire du calcul des variations et le problème isopérimétrique. Puis il travaille sur l'astronomie et produit deux livres, le premier en 1812 sur l'astronomie descriptive et pratique et le second en 1818 expose le traitement de l'astronomie par Pierre-Simon de Laplace et d'autres auteurs continentaux.
Un homme tel que Woodhouse, scrupuleux et respecté, logicien entraîné et avec un esprit mordant, était très bien placé pour introduire un nouveau système en remplacement du calcul des fluxions. Ses critiques des nouvelles méthodes continentales, l'établissant autant comme un opposant qu'en défenseur, sont aussi politiques qu'honnêtes. Mais les mathématiciens britanniques de l'époque n'étaient pas encore prêts à ce changement et le mouvement de transition vers les mathématiques continentales se serait éteint sans le soutien d'un groupe de mathématiciens de Cambridge, parmi lesquels George Peacock, Charles Babbage, et William Herschel et la création de l'Analytical Society en 1812 dont le but était la promotion des méthodes analytiques et de la notation différentielle.